# Pobřeží Koster

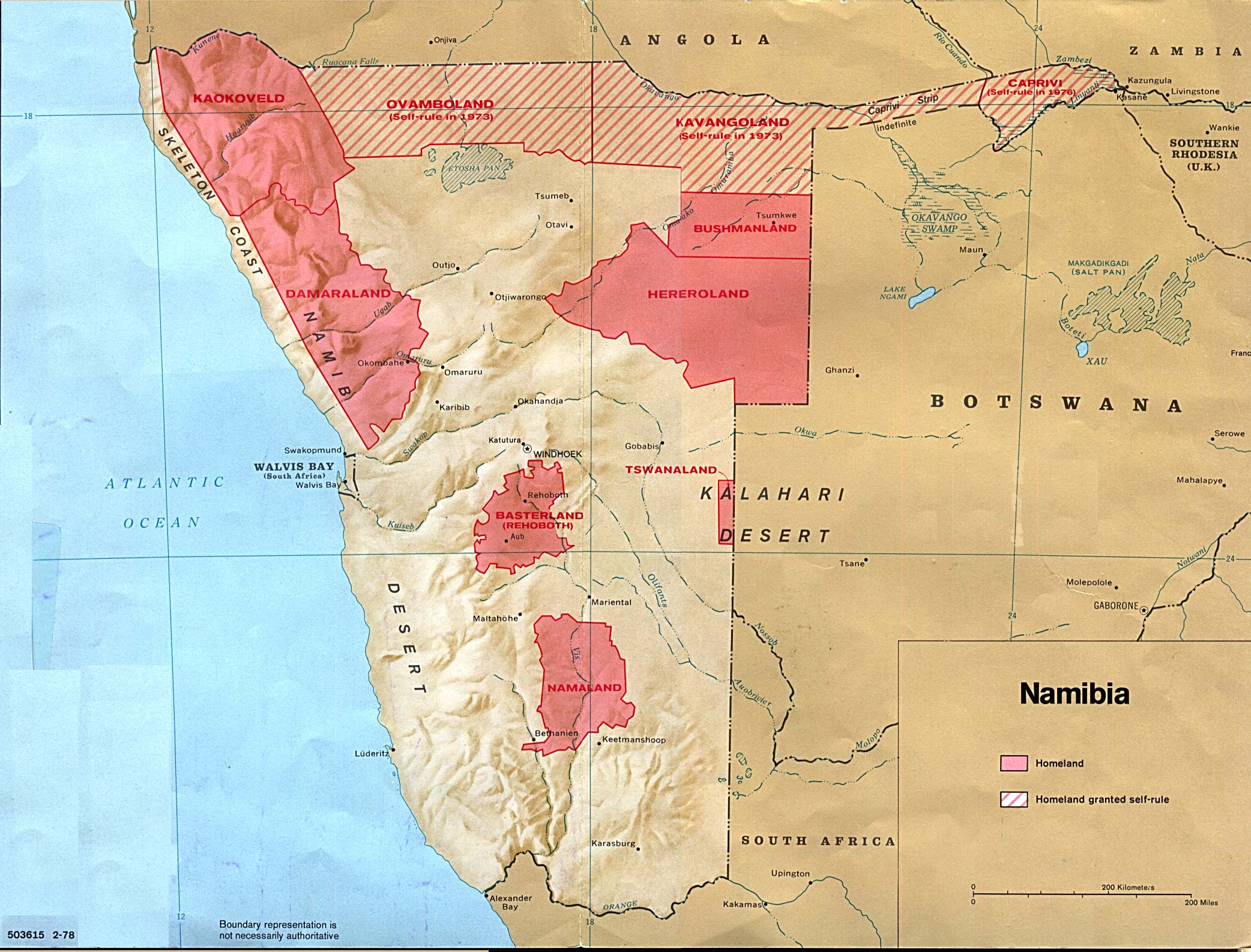
Pobřeží koster na mapě Namibie

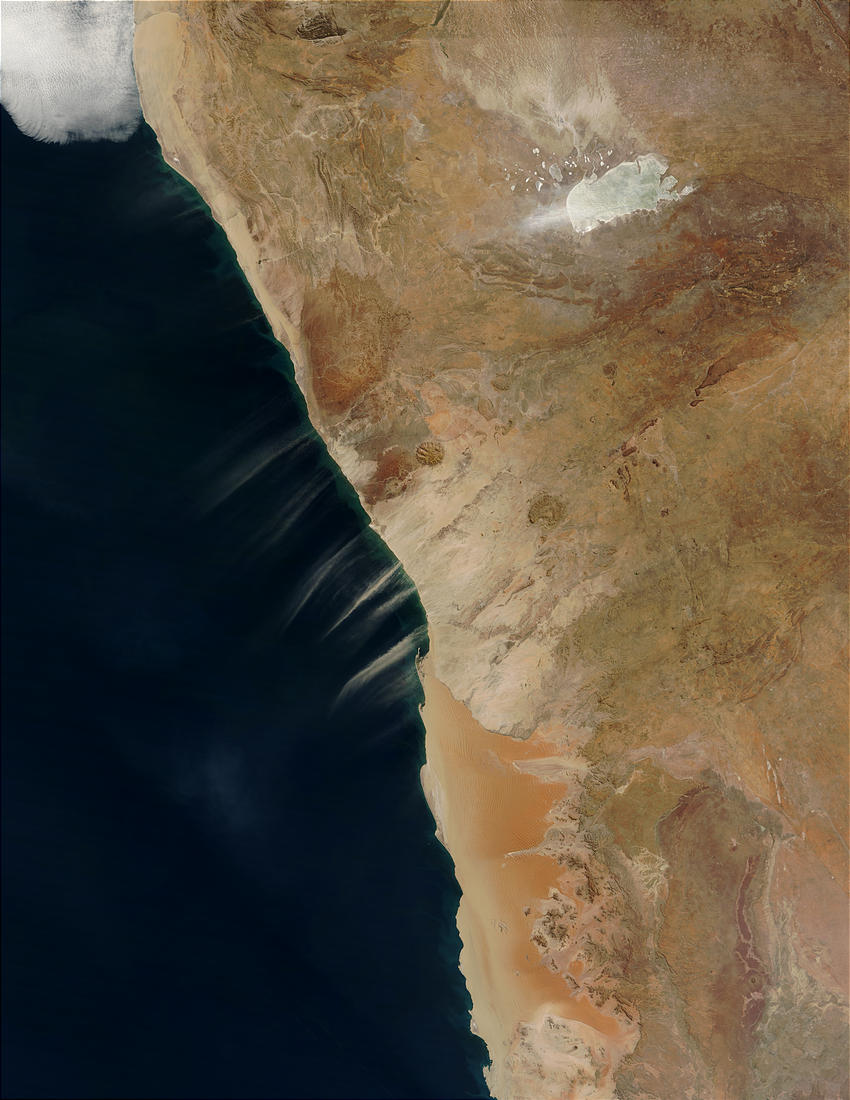
Satelitní snímek oblasti

Pobřeží Koster (nestojí-li výraz na začátku věty, píše se slovo „pobřeží“ s malým písmenem; anglicky Skeleton Coast, portugalsky Costa dos Esqueletos) je označení asi 500 km dlouhého úseku atlantického pobřeží na severu Namibie (mezi pohraniční řekou Kunene a městem Swakopmund). Je to jedno z nejnehostinnějších míst na světě, domorodci ho v jazyce nama označují jako „Místo, které Bůh stvořil v hněvu“. Studený Benguelský proud brání vlhkému oceánskému vzduchu v přístupu k pevnině, proto srážky v oblasti nepřesahují 10 mm ročně. Časté jsou mlhy a silný vítr. Pobřeží je tvořeno vysokými písečnými dunami. Pobřeží Koster zasahuje na území Kaokoveldu, obývaného Himby, a Damaralandu, nazvaného podle příslušníků kmene Damarů.

## Původ názvu
Pobřeží Koster dostalo svůj název jak podle četných koster lachtanů a velryb, tak podle vraků ztroskotaných lodí. Pokud některé plavidlo uvízlo na mělčině u pobřeží Koster, byla jeho posádka v pasti: na volné moře se nemohla dostat kvůli silnému příboji a ve vnitrozemí byla Namibská poušť bez zdrojů vody a potravy.

## Národní park
Část pobřeží Koster o rozloze 16 845  km² byla vyhlášena národním parkem (anglicky Skeleton Coast Park). Do oblasti severně od Torra Bay je vstup zakázán, ale pořádají se tam vyhlídkové lety [zdroj?].

## Galerie

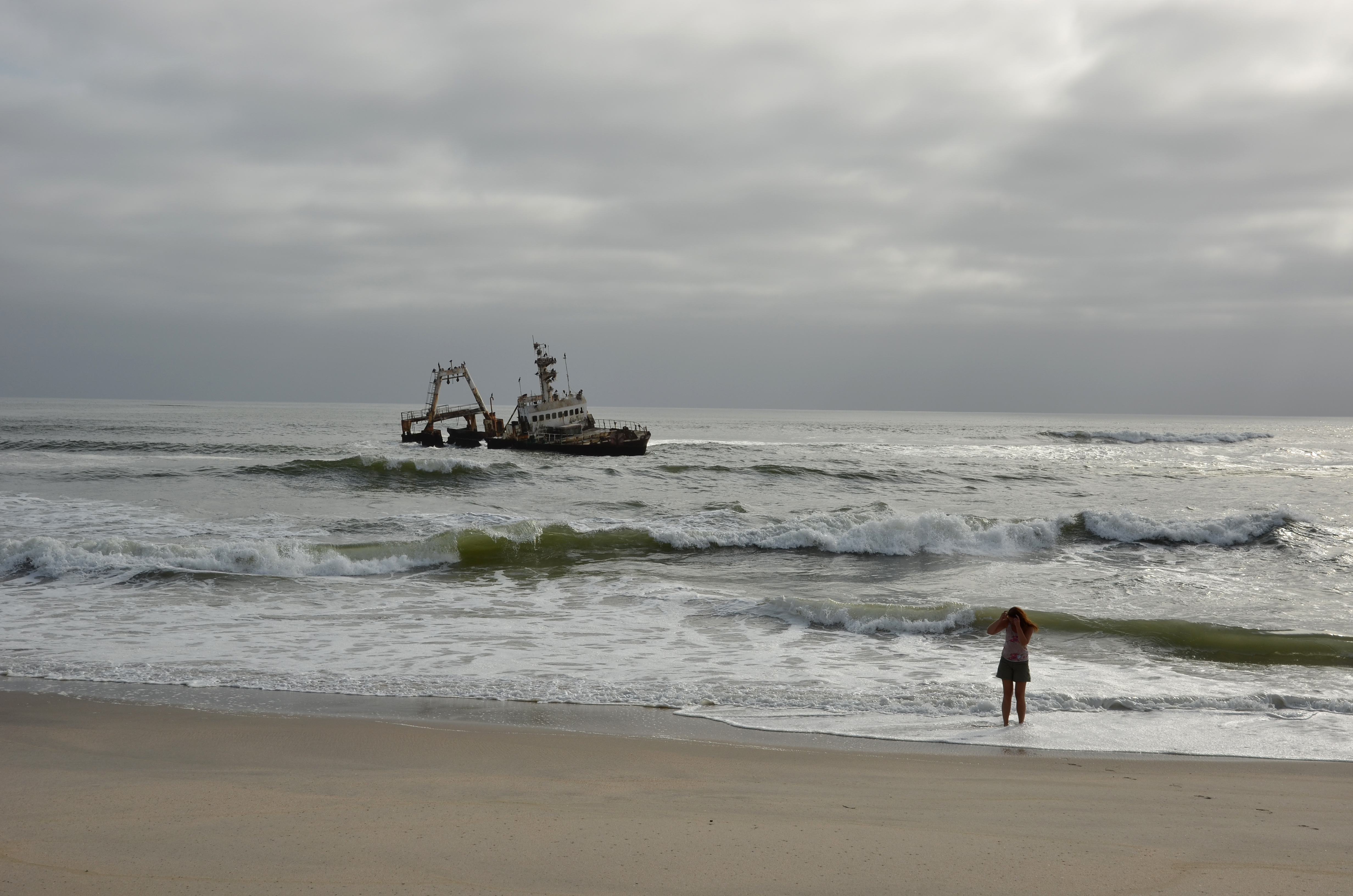
Vrak rybářské lodi u pobřeží Koster
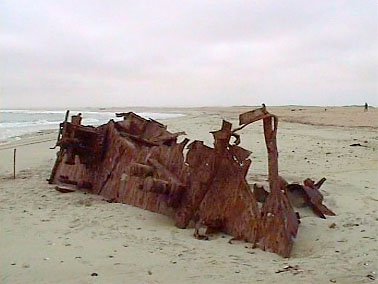
Jeden z lodních vraků v pobřežních píscích
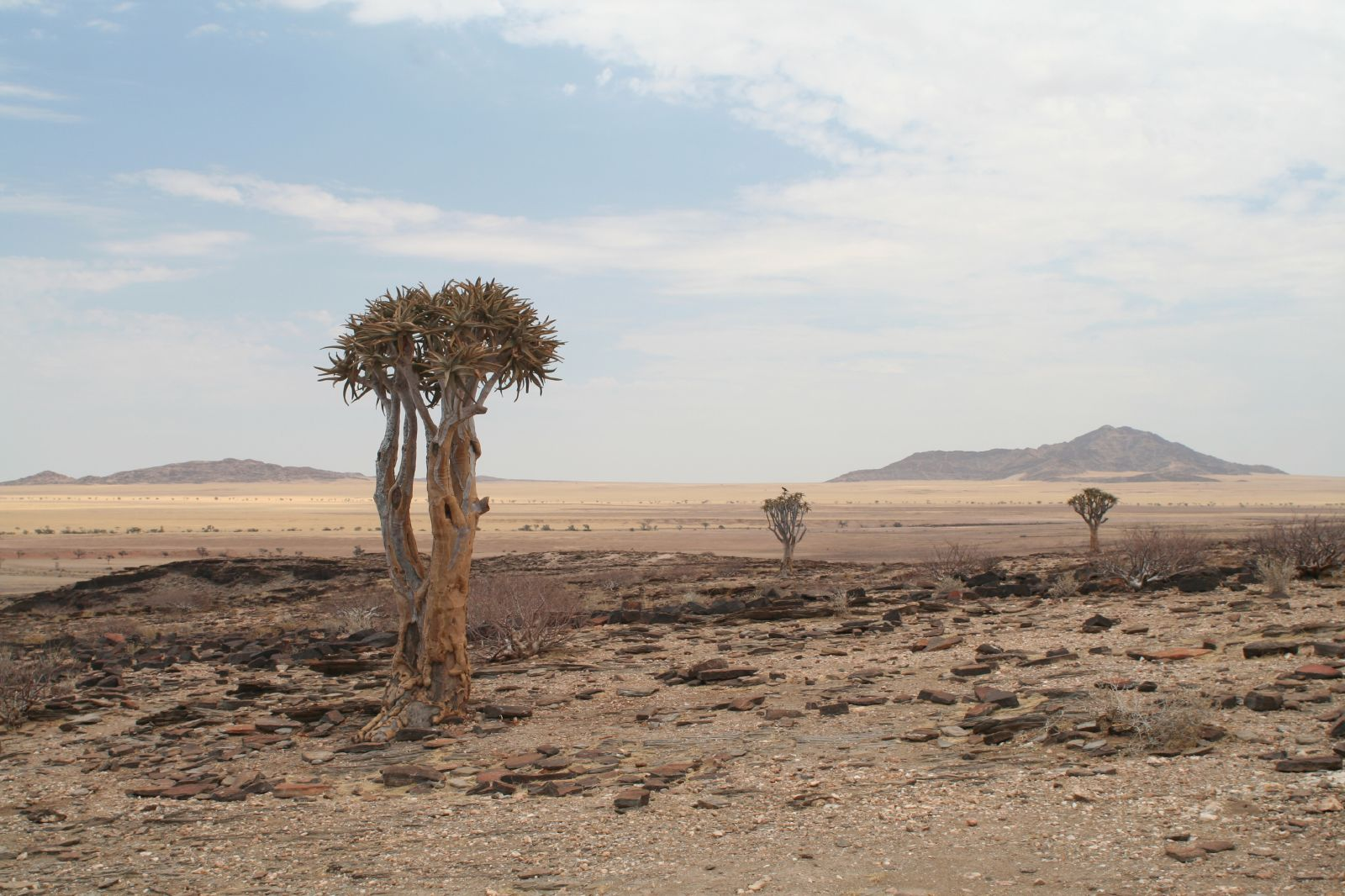
Vegetace v Národním parku pobřeží Koster
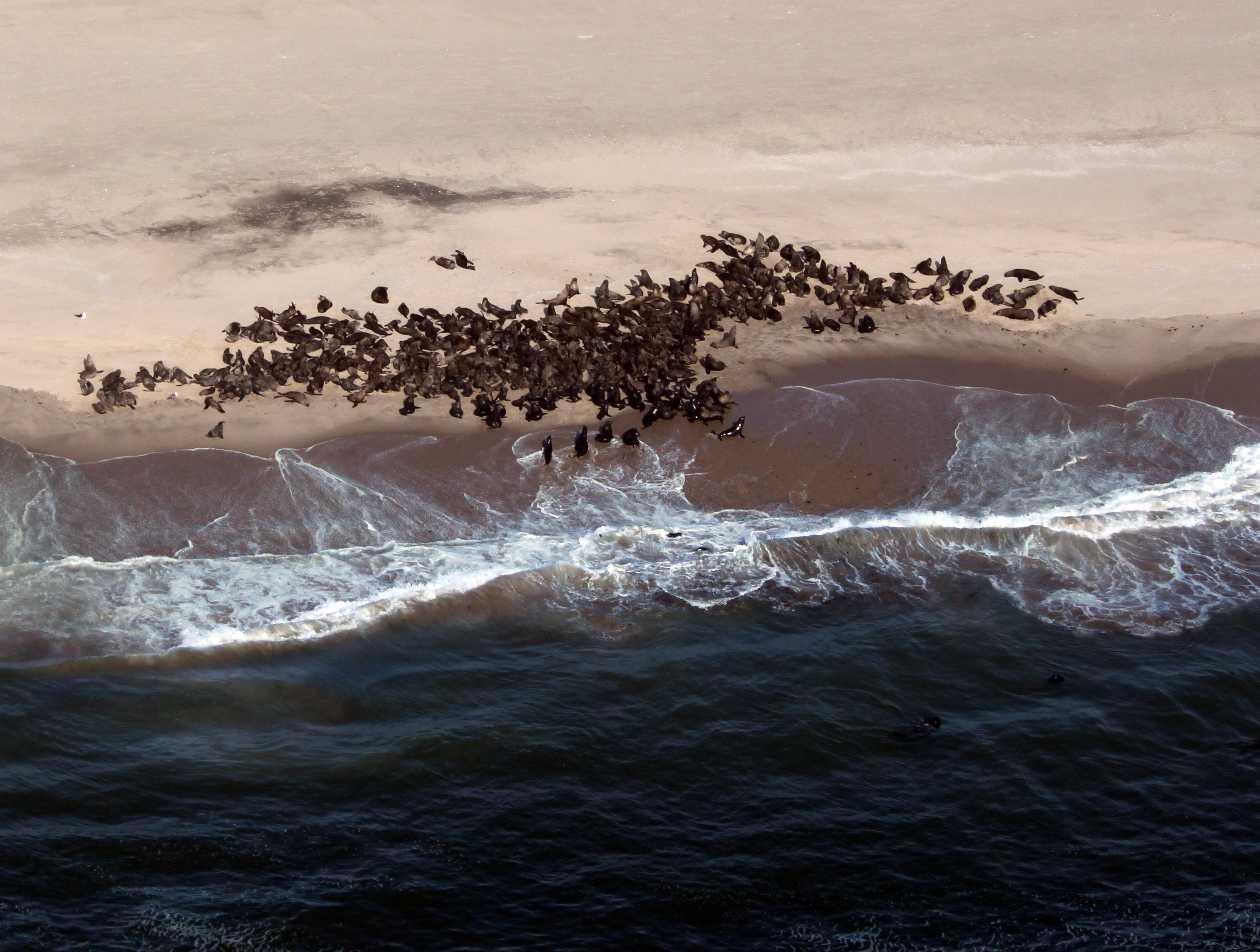
Lachtani jihoafričtí u Cape Cross
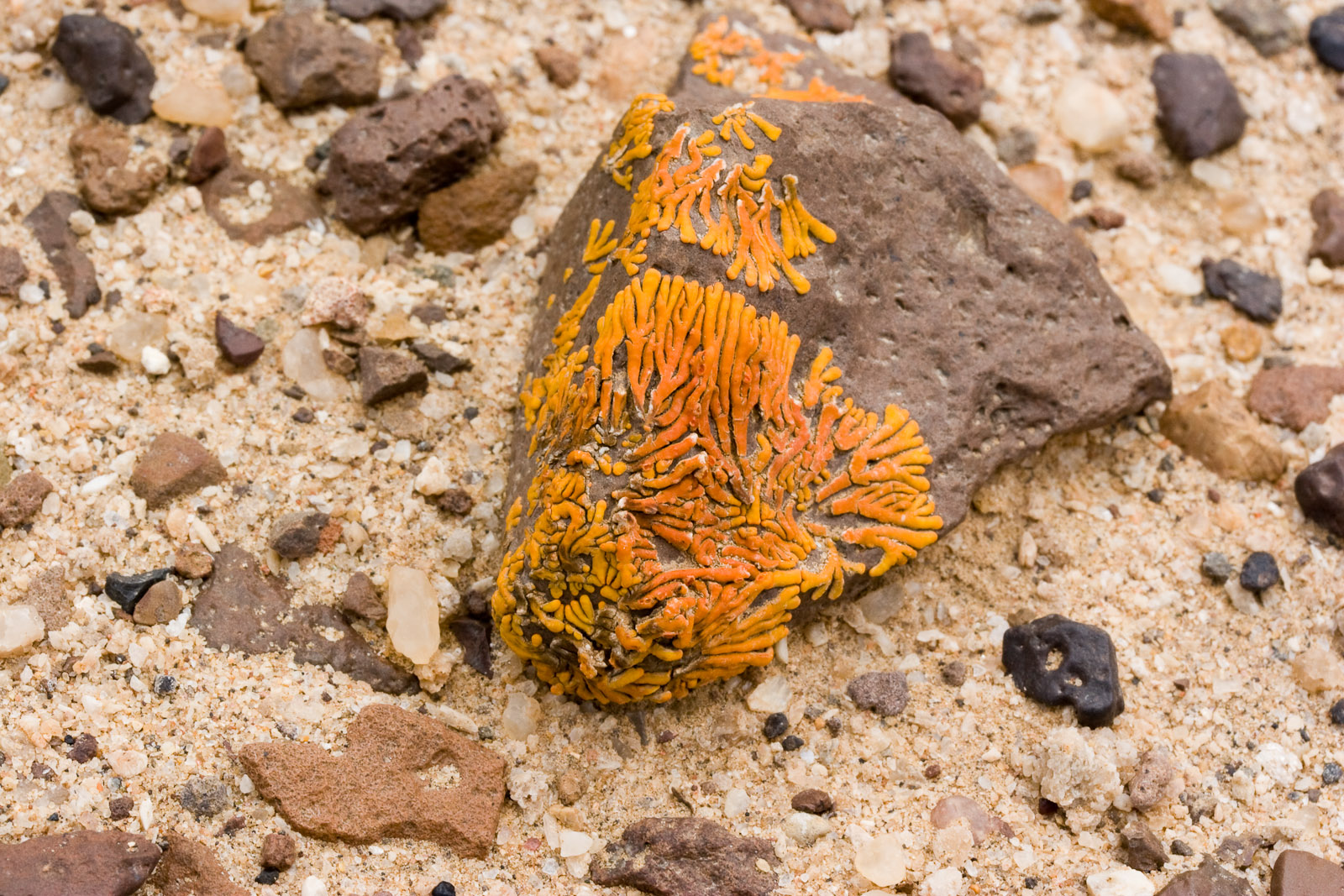
Kameny porostlé lišejníky u pobřeží
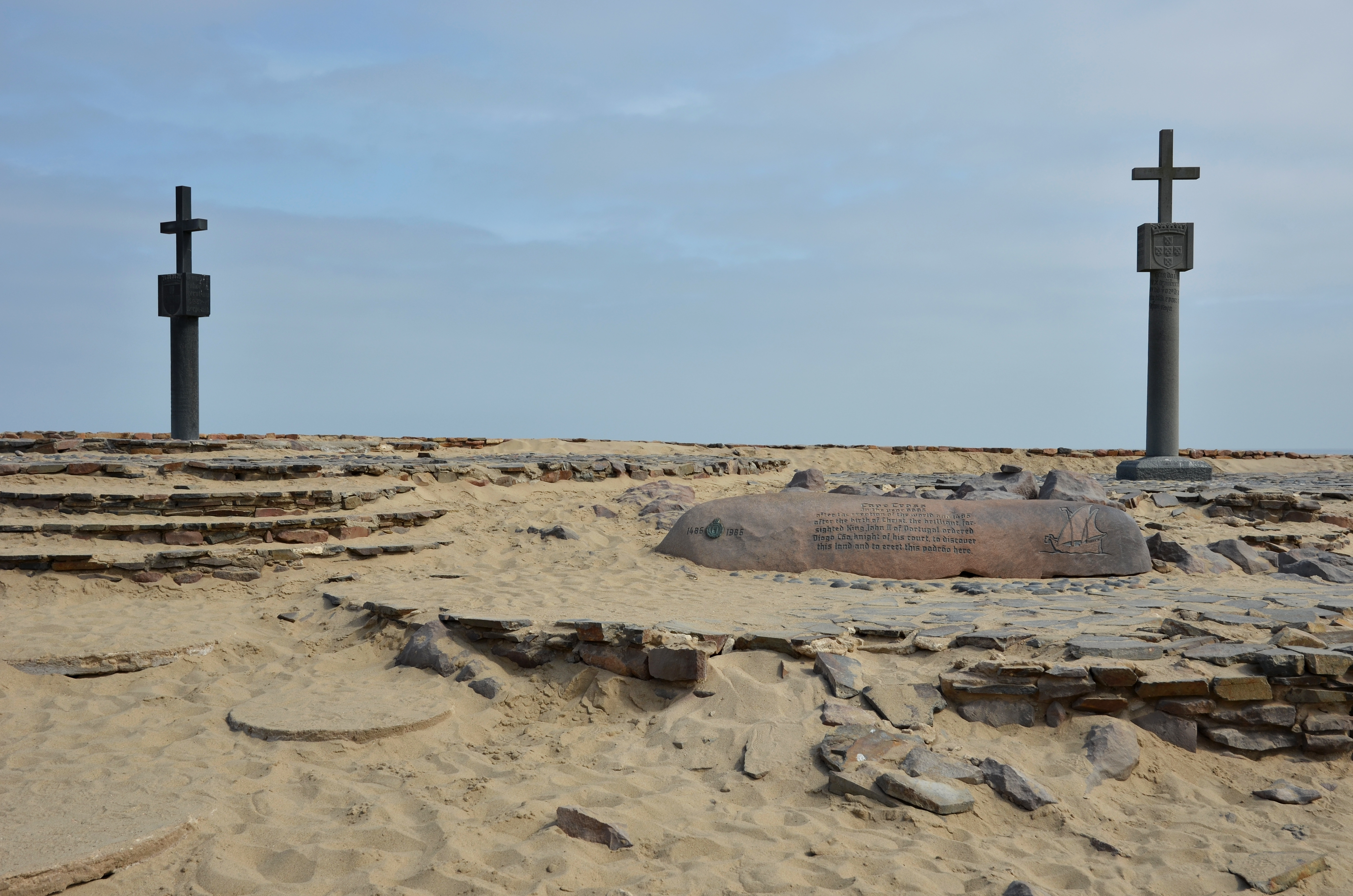
Kříže v rezervaci Cape Cross